# Centre des affaires publiques et de l'État
Le Centre des affaires publiques et de l'État (CAPE de Jérusalem) est le nom français du Jerusalem Center for Public Affairs, un think tank et centre de recherche israélien basé à Jérusalem. Il est considéré comme néo-conservateur. 
Ses travaux se concentrent sur la politique extérieure israélienne, les relations israélo-palestiniennes, les questions de Défense et de Sécurité au Moyen-Orient, ainsi que les actes d'Israël selon le droit international dans le contexte du conflit israélo-arabe. 

## Fondation
Le CAPE de Jérusalem a été fondé en 1976 par Daniel J. Eleazar. Il est présidé depuis 2001 par Dore Gold (en), ancien Ambassadeur d'Israël à l'ONU (1997-1999) et conseiller diplomatique du Premier ministre Benjamin Nétanyahou. Le 25 mai 2015, Dore Gold a été nommé par le Premier ministre Nétanyahou à la tête du ministère israélien des Affaires étrangères et a décidé de se mettre temporairement en retrait du JCPA-CAPE de Jérusalem afin d'assumer ses nouvelles fonctions. Depuis 2008, le CAPE de Jérusalem se trouve sous la direction de Freddy Eytan, diplomate et journaliste-écrivain, qui fut le premier Ambassadeur d'Israël en Mauritanie.

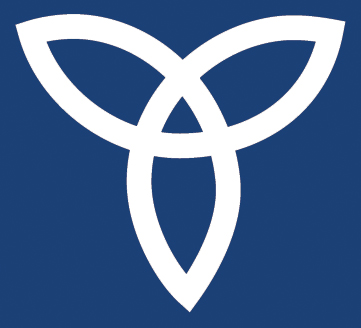
Le logo du CAPE de Jérusalem s'inspire du Trèfle de Bunting

## Orientation politique
Le Jerusalem Center a été décrit comme néoconservateur. Il est dirigé depuis 2000 par un conseiller de B. Netanyahu, Dore Gold. En 2015, Haaretz a identifié Sheldon Adelson comme « l'un des principaux bailleurs de fonds du Centre de Jérusalem ces dernières années » ; Adelson était un magnat du casino milliardaire américain, un fervent partisan de la colonisation juive de la Cisjordanie et le plus grand contributeur aux Républicains américains lors des élections de mi-mandat de 2018 pendant le mandat du président Donald Trump.

## Controverse
En 2015, le Centre de Jérusalem publie un article très controversé, “Palestinians, Arabs and the Holocaust”, signé du professeur à l'Université Ansel du New Hampshire Joseph Spearle, qui a donné un semblant de caution académique à un discours de Benyamin Netanyahou devant le Congrès sioniste mondial. Cet article déchargeait Adolf Hitler de la "paternité" du projet d'extermination des juifs d'Europe, et l'attribuait au Palestinien  Hajj Amin al-Husseini. Le discours de Benyamin Netanyahou a provoqué un mouvement mondial de protestation de la part des historiens de la Shoah.

## Chercheurs du centre
Voici une liste de certains des chercheurs qui sont apparus dans les publications du Centre des affaires publiques et de l'État :
- Lt.-Gén. Moshe (Bogie) Yaalon, ancien chef d'État-major de Tsahal, ministre de la Défense.
- Maj.-Gén. Aharon Zeevi Farkash, ancien chef des renseignements de Tsahal.
- Maj.-Gén. Benny Gantz, ancien chef d'État-major de Tsahal.
- Maj.-Gén. Yair Naveh, chef du commandement Centre de Tsahal.
- Maj.-Gén. (Rés.) Giora Eiland, chef du Conseil de Sécurité Nationale d'Israël et responsable du plan de désengagement de Gaza.
- Gén. Yossef Kuperwasser, chef de la Section des recherches de Tsahal, ancien directeur général du ministère des Affaires stratégiques.
- Ambassadeur Uri Lubrani, Conseiller au Ministère de la Défense, ancien Ambassadeur d'Israël en Iran, et Conseiller aux Affaires arabes du Premier ministre Ben Gourion.
- Reuven Merhav diplomate et expert de l'Islam et du Moyen-Orient.
- Ambassadeur Alan Baker, ancien Ambassadeur d'Israël au Canada
- Prof. Shlomo Avineri de l'université hébraïque, ancien directeur-général du Ministère des Affaires étrangères.
- Professeur Bernard Lewis, Université de Princeton, historien et expert de l'Islam.
- Dr. Uzi Arad, Directeur de l'Institut de Politique et de  Stratégie, Interdisciplinary Center Herzliya.
- Dr. Ephraim Kam, Vice-président du Jaffee Center for Strategic Studies à l'université de Tel Aviv.
- Professeur Mordechai Abir, Professeur Emeritus d'études islamiques à l'université hébraïque de Jérusalem.
- Ambassadeur Zvi Mazel, ancien ambassadeur d'Israël en Égypte et en Suède.
- Khaled Abu Toameh, journaliste qui enquête sur les affaires palestiniennes depuis 1989.